# Залив Тубли
Залив Тубли (арап. خليج توبلي) је залив на истоку Бахреина, између острва Бахреин и Ситра. Он се налази јужно од полуострва Манама. Острво Набих Салех лежи у овом заливу.

## Флора и фауна
Заклоњеност залива одликује га обилним плимским блатно-пешчаним равнима. Подручје је познато по својој разноврсности птица и морских животиња, као и шумама мангрова око својих граница. До сада је забележено 45 врста водених птица, а неке од њих укључују: чапље (Ardeidae), шљукарице (Charadriiformes), галебове, чигре (Sternidae) и патке. Друге врсте, као барска кокица (Gallinula chloropus) и властелица (Himantopus himantopus) полажу јаја међу стаблима мангрова.
Залив је главно мрестилиште за шкампе и рибе. Такође је успутна станица за неколико врста птица селица. Ово подручје је ограничено на риболов малог обима, рекреацију и култивисање.

### Хидролошка важност
У склопу залива налази се последња мочвара мангрова (Avicennia marina) у Бахреину. Такође, овде се налази мрестилиште комерцијално значајних врста шкампа, попут Penneus semisulcatus и Metapenaeus stebbingi. Овај залив био је богат великим бројем слатководних подводних извора.
У новије доба, залив Тубли је угрожен због незаконите експропријације земљишта, загађења животне средине и смањења капацитета слатководних извора. Експропријација земљишта је смањила површину са 25 km² током 1960. на само 11 km² данас. Саднице мангрове које су расле свуда дуж обале, сведене су на само неколико мањих подручја око Рас Санда и Рас Тублија.
Од 1997. године, залив Тубли се налази на листи Рамсар мочвара од међународног значаја.